# Nagayoshi Iwahori
Nagayoshi Iwahori (岩堀 長慶, Iwahori Nagayoshi), né en 1926 et mort le 29 mai 2011, est un mathématicien japonais spécialiste des groupes algébriques sur les corps locaux, connu pour avoir introduit les algèbres d'Iwahori-Hecke et les sous-groupes d'Iwahori (en).

## Publication choisie
- N. Iwahori et H. Matsumoto, « On some Bruhat decomposition and the structure of the Hecke rings of p-adic Chevalley groups », Publications mathématiques de l'IHÉS, vol. 25, no 25,‎ 1965, p. 5-48 (ISSN 1618-1913, DOI 10.1007/BF02684396, MR 0185016, S2CID 4591855, lire en ligne)